# Antiguitat tardana

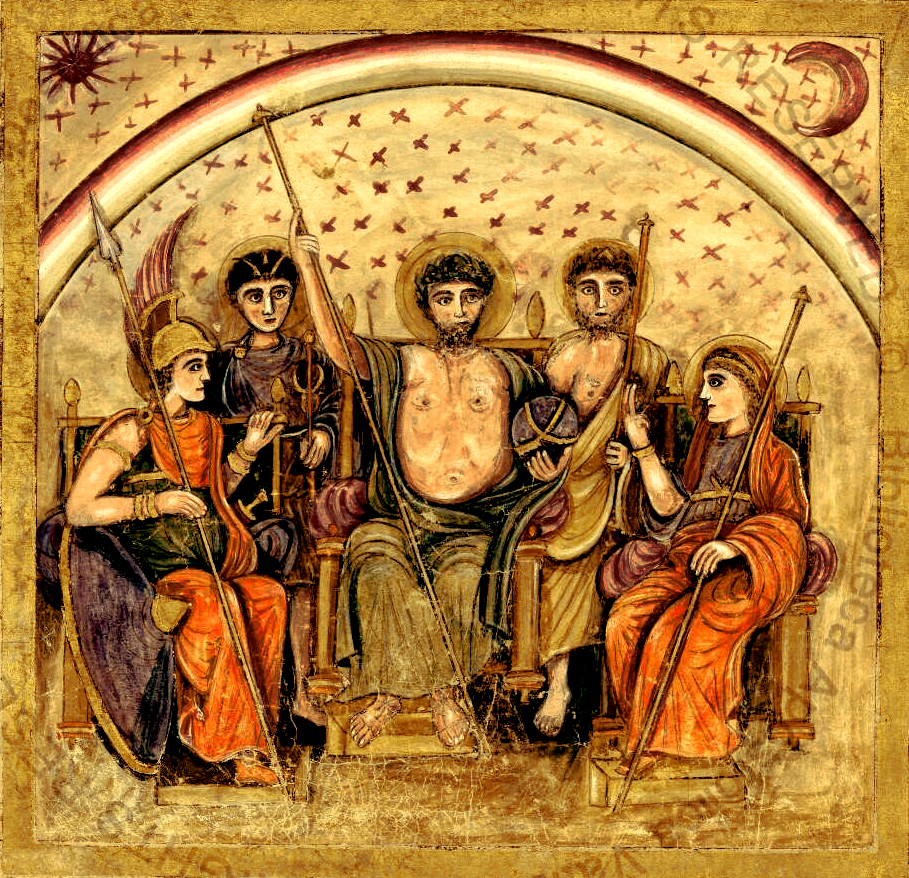
Assemblea dels déus en el Vergilius Romanus, còdex del conservat a la Biblioteca Apostòlica Vaticana

El terme antiguitat tardana s'usa per a designar un període de transició entre l'antiguitat clàssica i l'edat mitjana tant a Europa com a la conca mediterrània en general. Sobre quins en són els límits cronològics exactes, no hi ha unanimitat entre els especialistes; generalment, es considera que aquesta època comença amb la crisi del segle iii que va viure l'Imperi Romà i s'acaba amb l'expansió musulmana dels segles vii i viii, tot i que, per al cas de certes regions de l'Europa occidental, es pot afirmar que l'inici de l'alta edat mitjana el marquen les invasions germàniques del segle v, que van dur a la caiguda de l'Imperi Romà d'Occident i a l'establiment al seu territori dels regnes germànics, amb la qual cosa va operar-se la fusió de les tradicions culturals grecollatines, un element molt important de les quals era el cristianisme, i la germànica. Tanmateix, en la major part de la historiografia europea es considera que l'antiguitat tardana correspon només als segles V i VI, etapa de transició entre l'època romana i els segles de l'alta edat mitjana.
A partir de finals del segle iii l'Imperi Romà va experimentar unes molt importants transformacions socials, culturals i administratives, que es poden considerar com l'inici d'un nou període denominat Baix Imperi.
L'emperador Dioclecià (284-305), el regnat del qual es considera com la superació de la crisi del segle iii, va instaurar el sistema de la Tetrarquia en què l'imperi es dividia en dues parts, Orient i Occident, governada cadascuna per dos emperadors, un de grau superior titulat august i un altre de grau inferior titulat cèsar. Aquest sistema no va mantenir-se després de Dioclecià, però assenyala l'inici de la pràctica, seguida per altres emperadors posteriors, de dividir l'imperi en Orient i Occident.
En el sistema de la Tetrarquia, l'august d'Orient (Dioclecià) estava instal·lat a Nicomèdia, el cèsar d'Orient a Sírmium, mentre que la cort de l'august d'Occident era a Milà i la del seu cèsar a Trèveris; Roma, doncs, va deixar de ser la capital de l'imperi; a més, Constantí I el Gran (306-337) va fundar Constantinoble com a nova capital.
Evidentment, el canvi més profund del Baix Imperi va ser el de la cristianització, iniciada per Constantí i conclosa amb Teodosi I el Gran.

## Terminologia
El terme Spätantike, literalment 'antiguitat tardana', l'han usat els historiadors de llengua alemanya d'ençà de la seva popularització per Alois Riegl a principis del segle xx. Aquest terme va difondre's dins de l'àmbit anglosaxó arran de les obres de l'historiador irlandès Peter Brown, l'obra del qual The World of Late Antiquity (1971) revisava la visió establerta per Gibbon d'una cultura clàssica fossilitzada i estancada, i proposava una visió dels darrers temps de l'edat antiga com una època d'intensos canvis i renovacions. El seu The Making of Late Antiquity va proporcionar un nou paradigma per a comprendre els canvis en la cultura occidental de l'època contraposats als de Richard Southern, expressats en The Making of the Middle Ages.
El concepte "antiguitat tardana" serveix per emfasitzar que les llavors de la cultura medieval ja s'havien desenvolupat en el Baix Imperi i que van continuar germinant en l'Imperi Romà d'Orient, si més no durant el període anterior a les invasions àrabs; és per això que els qui l'usen acostumen a insistir en les continuïtats existents entre l'Imperi Romà posterior a les reformes de Dioclecià i de Constantí i l'alta edat mitjana. Així, per exemple, alguns pobles invasors com ara els ostrogots i els visigots es veien com els continuadors de la tradició romana.
Així doncs, si bé «antiguitat tardana» suggereix que gran part dels trets bàsics de l'antiguitat clàssica van sobreviure a Europa durant l'edat mitjana, altres termes com ara "alta edat mitjana" o "principis del període romà d'Orient" assenyalen un trencament amb el passat clàssic, igual que denominar "període de les migracions" les invasions bàrbares tendeix a minimitzar les ruptures causades per la caiguda de l'Imperi d'Occident i la instauració dels regnes germànics, començant amb el foedus amb els visigots a l'Aquitània, el 418.

## Religió
Una de les més importants transformacions de l'antiguitat tardana fou l'evolució de les religions abrahàmiques:
el cristianisme, el judaisme rabínic i, finalment, l'aparició de l'islam. Segons l'historiador belga Henri Pirenne (1862-1935), autor de Mahoma i Carlemany, l'autèntica ruptura amb el món antic va esdevenir-se al segle viii de resultes de l'expansió musulmana, ja que la conquesta pels àrabs de l'Orient Mitjà, el Magrib i la península Ibèrica va trencar els vincles socials i econòmics que, fins aleshores, havien mantingut unida la Mediterrània; aïllada del comerç, l'Europa occidental va patir un estancament que va abocar-la a esdevenir una societat agrària de subsistència sense gairebé cap intercanvi amb l'exterior. En conseqüència, l'expansió de l'islam fou un fet molt més important que la caiguda de l'Imperi Romà d'Occident al segle v.

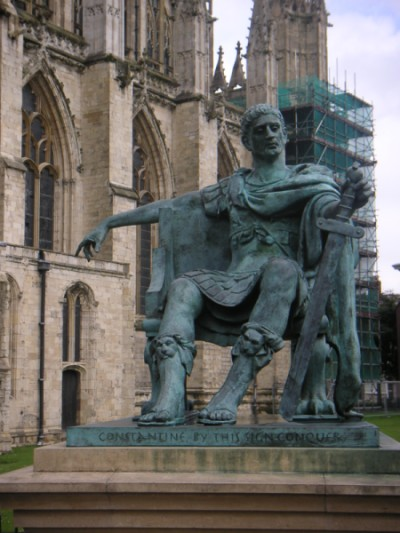
Estàtua moderna de Constantí I el Gran a York, on va ser proclamat emperador el 306.

Tal com ho explica Eusebi de Cesarea (264-339), una fita molt important en la cristianització de l'imperi fou la conversió de l'emperador Constantí, la primera manifestació de la qual fou l'Edicte de Milà del 313, pel qual es reconeixia el cristianisme com una religió legal, cosa que significava prometre que ja no seria objecte de més persecucions, com ho havia estat en temps de Deci o de Dioclecià. Aquest procés de cristianització va culminar amb l'Edicte de Tessalònica decretat l'any 380 per l'emperador romà Teodosi I el gran va fer del cristianisme la religió d'estat de l'Imperi Romà i que d'aleshores ençà va considerar els que el refusen «dements i bojos sobre els quals pesarà la infàmia de la heretgia». i a continuació es van intentar suprimir o cristianitzar molts costums pagans, que encara es poden observar al llarg de l'antiguitat tardana, però cap al 400 el nombre de seguidors dels cultes pagans havia disminuït notablement, sobretot perquè els cristians també posaven èmfasi en les tradicions culturals com l'educació clàssica, però les religions precristianes no van desaparèixer de la nit al dia.
L'emperador Constantí és també una figura important en la història del cristianisme perquè va convocar el primer concili ecumènic de bisbes, que va celebrar-se a Nicea el 325, com també perquè va subvencionar la construcció d'esglésies i santuaris, com ara la Basílica del Sant Sepulcre a Jerusalem i perquè va implicar-se en debats doctrinals cristològics.
Una altra important transformació del cristianisme durant l'antiguitat tardana fou el naixement del monaquisme als deserts d'Egipte durant el segle iii; en un principi, aquest moviment va desenvolupar-se fora de l'abast de l'autoritat dels bisbes, però, cap al segle viii, ja estava del tot integrat dins de l'estructura de l'Església; un fenomen del primer monaquisme fou el dels estilites.
Sembla que fou a partir del segle iv que va desenvolupar-se la idea del celibat dels clergues; vers el 406, sant Jeroni va escriure el polèmic tractat contra Vigilanci, per tal d'afirmar el més gran valor espiritual del celibat sobre el matrimoni; d'aquesta manera, els clergues es presentaven com a aliens a les tradicionals motivacions romanes d'orgull, ambició i solidaritat familiar.
L'aparició de l'islam al segle vii va dur els pobles àrabs a envair una gran part de l'Imperi Romà d'Orient i a ocupar Pèrsia, cosa que va provocar la fi de l'Imperi Sassànida, així com a conquerir el Magrib, el regne visigot, i a intentar continuar l'expansió per la Gàl·lia.

## Transformacions polítiques

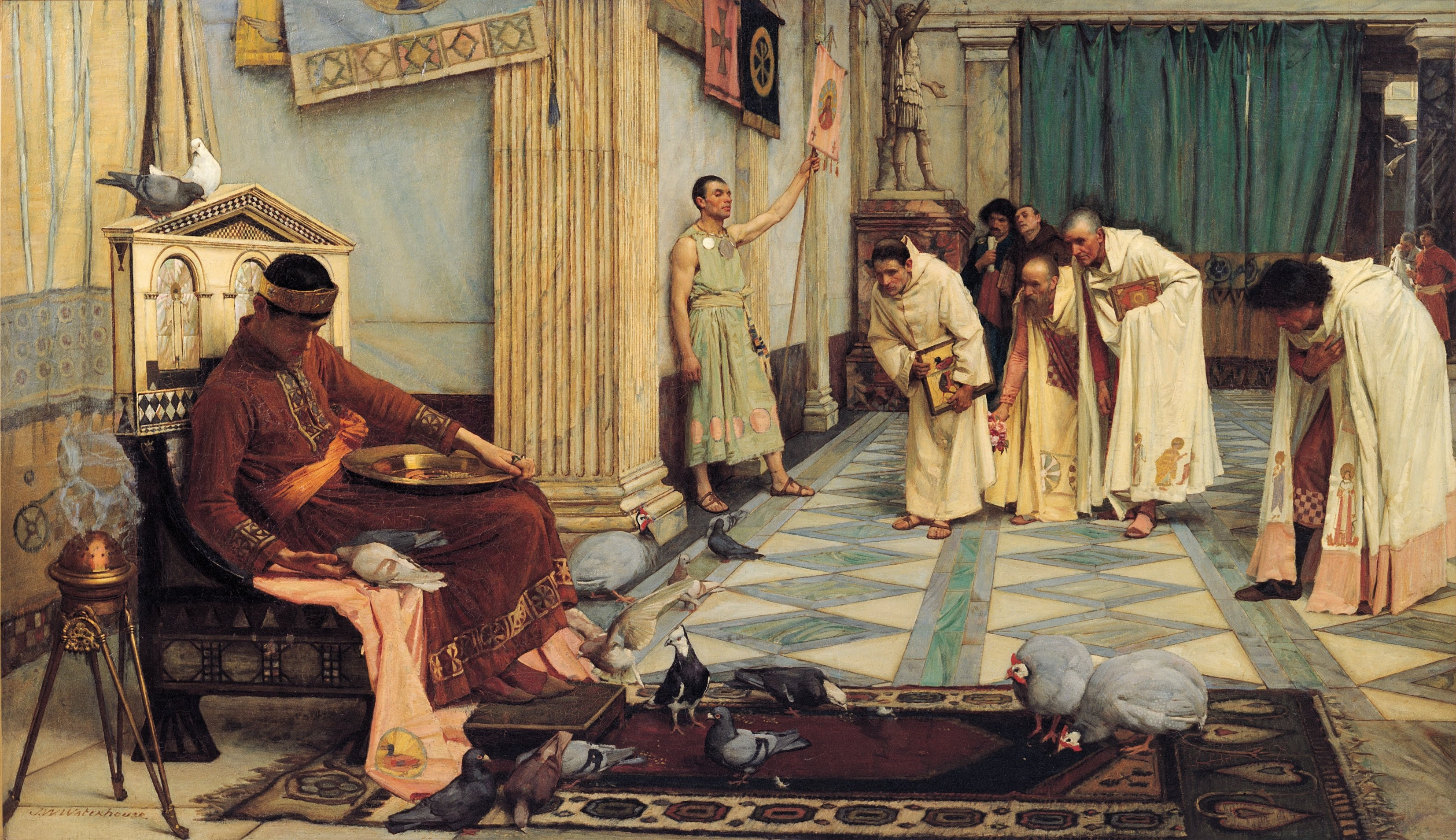
Les favorites de l'emperador Honori, 1883: John William Waterhouse expressa la imatge de decadència moral que, al, es tenia sobre la societat romana dels darrers temps de l'imperi.

Durant l'antiguitat tardana, va viure's una completa transformació de les bases polítiques i socials de l'Imperi Romà.
L'elit ciutadana dels segles ii i iii va arribar a la conclusió que només podia prosperar conservant el poder als seus pobles i entrant al servei de la cort imperial; d'ençà que Constantí va centralitzar l'administració imperial a Constantinoble, les classes dirigents van dividir-se entre els que tenien accés als alts càrrecs de la burocràcia cortesana i els que no; aleshores, el sol fet de ser elegit pel senat per a l'exercici de les tradicionals magistratures ja no era un camí cap a l'èxit; és per això que les senzilles togues que identificaven els membres de la classe senatorial foren substituïdes pels vestits de seda i les joies dels alts funcionaris de la cort.

## Ciutats

### Evolució general
L'antiguitat clàssica pot definir-se com una època de ciutats, configurades segons el model de la polis grega o del municipium romà, les quals sempre disposaven d'òrgans d'autogovern regulats per constitucions escrites. Després de la crisi del segle iii, però, les exigències militars, polítiques i econòmiques de l'autoritat imperial anihilaren l'esperit cívic del món clàssic, tot i que, fins al moment de les invasions bàrbares, les ciutats van poder continuar beneficiant-se de la distribució subvencionada de gra i d'oli.
Sota la pressió del fisc i del cost ruïnós d'organitzar espectacles i jocs públics per a participar en el tradicional cursus honorum, el servei en el govern municipal va veure's com una càrrega onerosa, sovint imposat com a càstig; per això, moltes persones vinculades a les oligarquies urbanes van marxar de les ciutats per establir-se a les seves villae, grans mansions rurals que tendien a funcionar com a centres de producció orientats cap a l'autoconsum, on també s'instal·laven persones de classe popular per, així, evitar càrregues com ara els impostos i el servei militar. Així doncs, sobretot a les regions occidentals, ciutats que, arran d'invasions o de guerres civils, van ser destruïdes durant el segle iii, després no es reconstruïren. D'altra banda, les epidèmies, com ara, al segle vi, la pesta de Justinià, també contribuïren a l'abandó de les ciutats.
Per tot això, l'antiguitat tardana és el moment de la fi de la polis o del municipium i de l'inici d'un declivi urbà que, a l'Europa occidental, no es començarà a revertir fins al segle xii.
Dos senyals simptomàtics del declivi —o, com alguns historiadors s'ho estimen més, de la transformació— de les ciutats són la subdivisió d'espais, tant a la domus privada com a la basílica pública, i la invasió dels antics espais públics per activitats artesanes, cosa que va donar origen al soc. Així, un molí d'oli, probablement del segle vii, està situat al centre de l'antic carrer principal de
Sbeitla, Tunísia. Els enterraments dins dels recintes urbans marquen una altra fase en la dissolució de la tradicional disciplina urbana, superada per l'atracció envers els altars i les relíquies. A la Britànnia dels segles iv i v, el nivell de terra negra que es troba a les ciutats sembla el resultat de la plantació d'horts en antics espais urbans.
Roma va passar d'una població de 800.000 habitants en temps de Dioclecià a una població de 30.000 habitants al segle vi, sobretot després de la destrucció dels aqüeductes durant la guerra gòtica (535-554). Un descens de població semblant, tot i que no tant marcat, va esdevenir-se també a Constantinoble, arran de l'epidèmia del 541. A Europa en general, va donar-se una minva de la població urbana, acompanyat del retrocés cap a una economia de subsistència. El comerç a llarga distància va desaparèixer, i es va tendir sempre cap a l'autoconsum local.

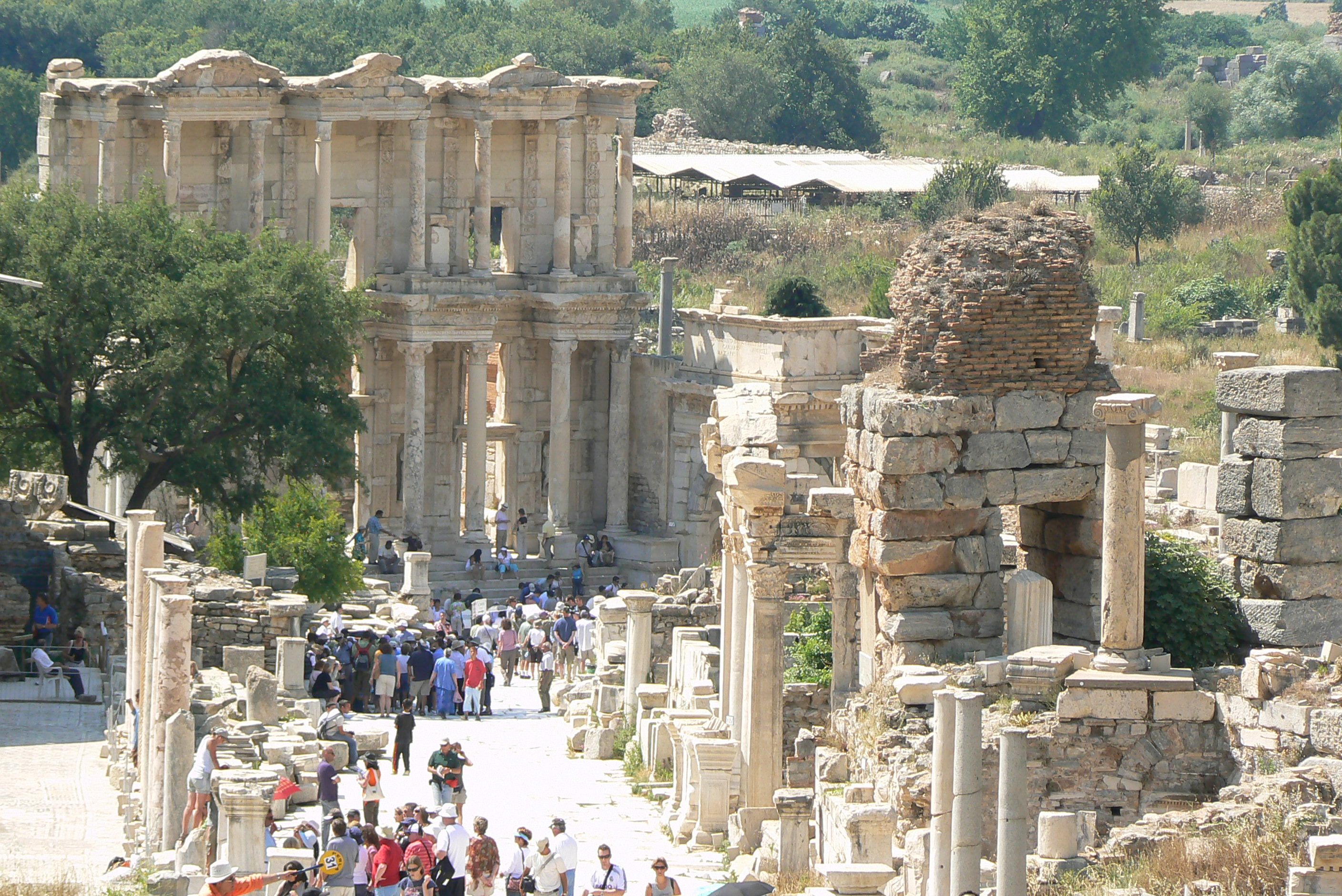
Vista occidental del carrer del Port vers la Biblioteca de Cels a Efes. Les columnes del costat esquerre del carrer formaven part d'una columnata pròpia de les ciutats de l'antiguitat tardana a l'Àsia Menor.

La continuïtat de l'Imperi Romà d'Orient va significar que, als Balcans, al Magrib, Egipte i l'Àsia Menor, la ruptura amb la tradició urbana antiga no va donar-s'hi fins al segle vii. A la Mediterrània oriental, hi destaca la continuïtat de la vida urbana a Constantinoble, mentre que Antioquia va patir el saqueig dels perses el 540, seguit de pesta i d'un terratrèmol, i Alexandria va conservar la seva importància després de la invasió àrab, tot i que, durant l'edat mitjana, va perdre pes enfront del Caire. D'altra banda, a finals del segle vi, encara es construïen carrers a Caesarea Maritima (Palestina) i, els anys 540 i 544, Edessa va poder evitar l'atac del rei persa Còsroes I pagant-li un elevat tribut en or; precisament, aquesta ciutat mesopotàmica va ser destruïda l'any 609 en un nou atac persa, dirigit per Còsroes II.
A Grècia, els habitants d'Esparta, Argos i Corint abandonaren les ciutats per traslladar-se a cims elevats; les acròpolis fortificades són l'element urbà característic de l'època romana d'Orient a Grècia; a Itàlia, les poblacions tendiren a allunyar-se de les antigues vies romanes, per traslladar-se a llocs aïllats de difícil accés i fàcil defensa.
Les ciutats gal·les van reorganitzar-se al voltant de les muralles defensives de les ciutadelles; antics centres urbans de relleu com ara Colònia o Trèveris, que foren capitals provincials del regne dels francs, van minvar força durant el segle vi, mentre que a Britànnia, entre finals del segle v i principis del VI, foren molt poques les ciutats, com ara York i Londres i, potser, Canterbury, que no quedaren deshabitades arran de les invasions anglosaxones. El col·lapse de la vida urbana hi fou tan ràpid i general que hom pot preguntar-se fins a quin punt la Britànnia romana va estar de debò urbanitzada; d'altra banda, les villae tampoc no hi van sobreviure.

### Nous centres urbans
Malgrat tot, durant els darrers temps de l'Imperi Romà i els primers segles de l'alta edat mitjana, es van construir noves ciutats a Europa.
Justinià va reconvertir el seu poble natal, situat a Il·líria, en una ciutat a la qual va donar el nom de Justiniana Prima; tanmateix, es va tractar més d'una decisió política que no pas d'una acció urbanística; d'altra banda, l'historiador romà d'Orient Procopi atribueix a Justinià la fundació d'una altra ciutat, emplaçada, precisament, en l'indret de l'Àfrica del Nord on el general Belisari va desembarcar durant la Guerra Vandàlica, en què, segons la tradició, hi va sorgir, miraculosament, una font on Belisari va poder abeurar les seves tropes.
Durant el període visigot, van construir-se a Hispània cinc ciutats:
- Recòpolis,[15] construïda pel rei Leovigild el 578, les restes de la qual es troben al poble de Zorita de los Canes (Guadalajara).
- Victoriacum, és a dir, l'actual Vitòria.
- Lugo id est Luceo, mencionada pel bisbe Isidor de Sevilla, situada en terres dels asturs.
- Ologicus (postser Ologitis), l'actual Olite (Navarra), erigida el 621 pel rei Suintila com a fortificació contra els bascos.
- Baiyara (potser l'actual Montoro), fundada pel rei Recared segons una descripció geogràfica del segle xv, Kitab al-Rawd al-Mitar.[16]

Almenys Recòpolis, Victoriacum i Ologicus van ser construïdes per celebrar una victòria bèl·lica i, segurament, les altres dues també tenien una finalitat militar.

### Edificis públics
En l'antiguitat tardana, la construcció de nous edificis a les ciutats sempre va anar a càrrec o bé de l'autoritat imperial o bé de l'Església.
En origen, la basílica era un edifici civil que l'administració imperial usava com a seu de tribunals de justícia o per a usos cerimonials; a partir del segle iv, apareixen les basíliques cristianes on el bisbe situa la seva cadira a l'absis, és a dir, al mateix lloc on, en les basíliques civils, seia el magistrat o l'emperador mateix; les basíliques romanes de Sant Joan del Laterà i de Sant Pere, exemples de la fastuositat dels bisbes, representants de l'autoritat de Crist a la terra, quedaren àmpliament superades per la basílica que, a Constantinoble, Justinià va erigir en honor de la Divina Saviesa, un bon exemple del gust arquitectònic de l'època.

## Escultura i art

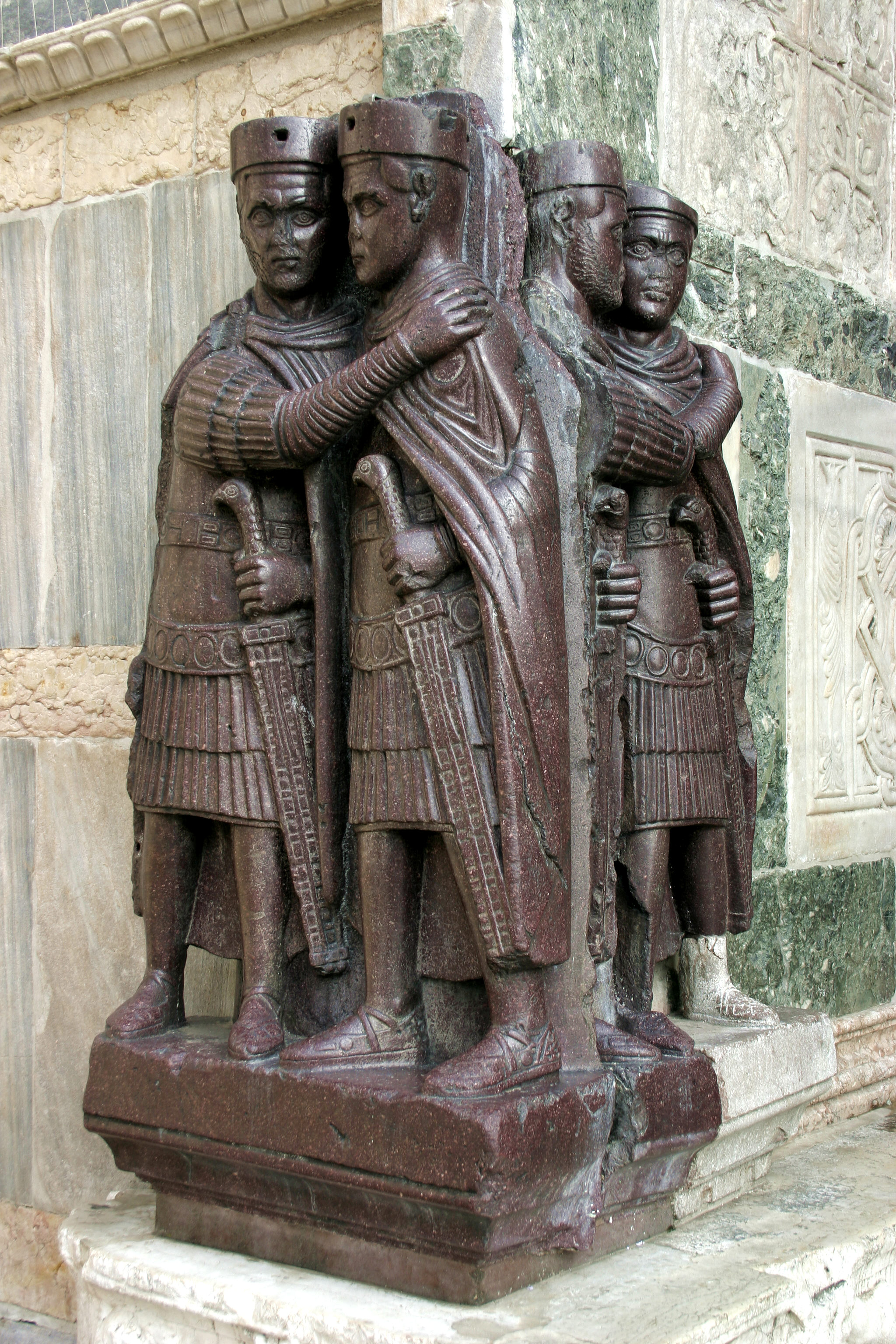
Els tetrarques, grup escultòric de pòrfir, que es troba a la Plaça de Sant Marc de Venècia després que, el 1204, els venecians saquegessin Constantinoble.

L'art de l'antiguitat tardana representa un moment de transició entre l'art romà i l'art medieval, en què es comença a passar del realisme idealitzat propi de l'antiga Grècia cap a una plàstica més icònica i estilitzada, precursora de les formes medievals.
A diferència de l'art clàssic, l'estil de l'antiguitat tardana no busca pas destacar la bellesa i el moviment del cos, sinó que intenta transmetre la realitat espiritual que hi ha darrere de les formes; a més, la pintura i l'escultura exemptes comencen a ser substituïdes pel mosaic, el relleu i l'escultura adossada.
En la representació escultòrica dels membres de la Tetrarquia, hi podem apreciar el total abandó de l'individualisme, del naturalisme i del realisme del retrat romà propi de l'estil clàssic, i l'aparició de figures estàtiques, rígides i en actitud hieràtica; d'altra banda, en l'Arc de Constantí, on es van reutilitzar anteriors relleus d'estil clàssic juntament amb d'altres de nous fets en l'estil tardà, s'hi pot veure clarament el contrast.
En gairebé totes les obres d'art, s'optà per les formes simples i el disseny abstracte defugint el naturalisme; a més, la jerarquia en l'escala social va predominar sobre la perspectiva a l'hora de representar l'organització de l'espai.
En els sarcòfags, l'escultura en relleu va esdevenir-hi cada cop més elaborada i mostrava sèries d'escenes diferents en comptes d'una imatge de conjunt, com havia estat la norma anteriorment; evidentment, en aquesta època, podem trobar sarcòfags on els motius i escenes representats són de tema cristià, un senyal de la difusió del cristianisme entre les elits.
Totes les convencions de l'estil d'aquesta època poden apreciar-se en els mosaics, els quals van evolucionar de ser un objecte decoratiu usat a terra i a les parets, a convertir-se en vehicle de la doctrina cristiana a les parets de les esglésies; evidentment, s'hi troba un simbolisme del tot contrari al realisme clàssic.
En l'art paleocristià, s'hi observa també un canvi en la representació de Crist, al qual, com a signe dels nous temps, ja no se'l pinta com un profeta o predicador itinerant, és a dir, com al "Bon Pastor", sinó que ara apareix en la forma de Pantocràtor o també revestit amb atributs propis de l'autoritat imperial.
Entre els manuscrits en pergamí il·luminats al segle v, a part d'uns quants que siguin exemplars de la literatura clàssica, com ara el Vergilius Vaticanus i el Vergilius Romanus, que contenen textos de Virgili, la majoria són obres cristianes; entre aquests manuscrits, el Quedlinburg Itala fragment (420-430), una traducció de la Bíblia al llatí, és el més antic que es conserva.
El Díptic Symmachi–Nicomachi, obra esculpida en ivori de finals del segle iv o, potser, de principis del segle v, pot entendre's com una mostra de l'actitud de les elits paganes d'usar aquesta elaborada forma artística com a vehicle per a expressar la seva fidelitat als cultes tradicionals i el seu rebuig al cristianisme, tot i que de díptics en ivori, o d'altra mena d'objectes de luxe, també se'n troben de decorats amb motius cristians.

## Literatura

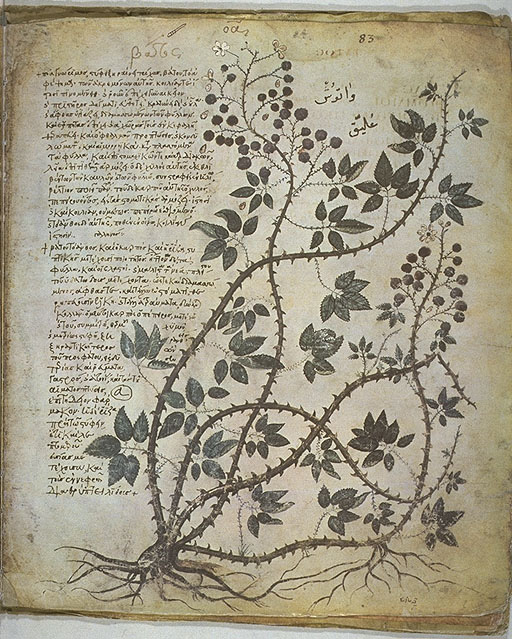
El Codex Vindobonensis o Dioscòrides de Viena, un manuscrit il·luminat de principis del de De Materia Medica, obra de Dioscòrides Pedaci, escrita en grec.

Durant l'antiguitat tardana, s'observa una represa de l'ús literari del siríac, l'armeni, l'àrab i el copte, com també en alguns textos es pot veure la divergència entre el llatí clàssic i el llatí vulgar; d'altra banda, predominen les obres enciclopèdiques que pretenen recollir i conservar el saber clàssic, així com els resums d'obres antigues, sovint revestides d'un llenguatge al·legòric com ara De Nuptiis Mercuri et Philologiae, obra en nou llibres escrita per Marcià Mineu Fèlix Capel·la, sobre les set arts liberals, o bé De Arithmetica, De Musica, i Consolatio Philosophiae de Boeci, obres totes aquestes que gaudiren de força difusió durant l'edat mitjana, mentre que Ammià Marcel·lí i Procopi de Cesarea foren exemples del conreu de la historiografia.
D'entre la literatura cristiana, que es desenvolupà força a partir del segle iv, cal distingir entre:
- escriptors en grec: Eusebi de Cesarea, Basili de Cesarea, Gregori de Nazianz, Joan Crisòstom.
- escriptors en llatí: Ambròs de Milà, sant Jeroni, sant Agustí.

En la poesia, tenim:
- en grec: Quint Esmirneu, Nonnos de Panòpolis, Romà el Melode o Pau el Silenciari.
- en llatí: Paulí de Nola, Claudi Claudià, Rutili Claudi Namacià, Sidoni Apol·linar, Flavi Cresconi Corip i Arator.